# واییکال
واییکال (به لاتین: Wayikkal) یک منطقهٔ مسکونی در سری‌لانکا است که در استان مرکزی (سری‌لانکا) واقع شده‌است.